# 土力学

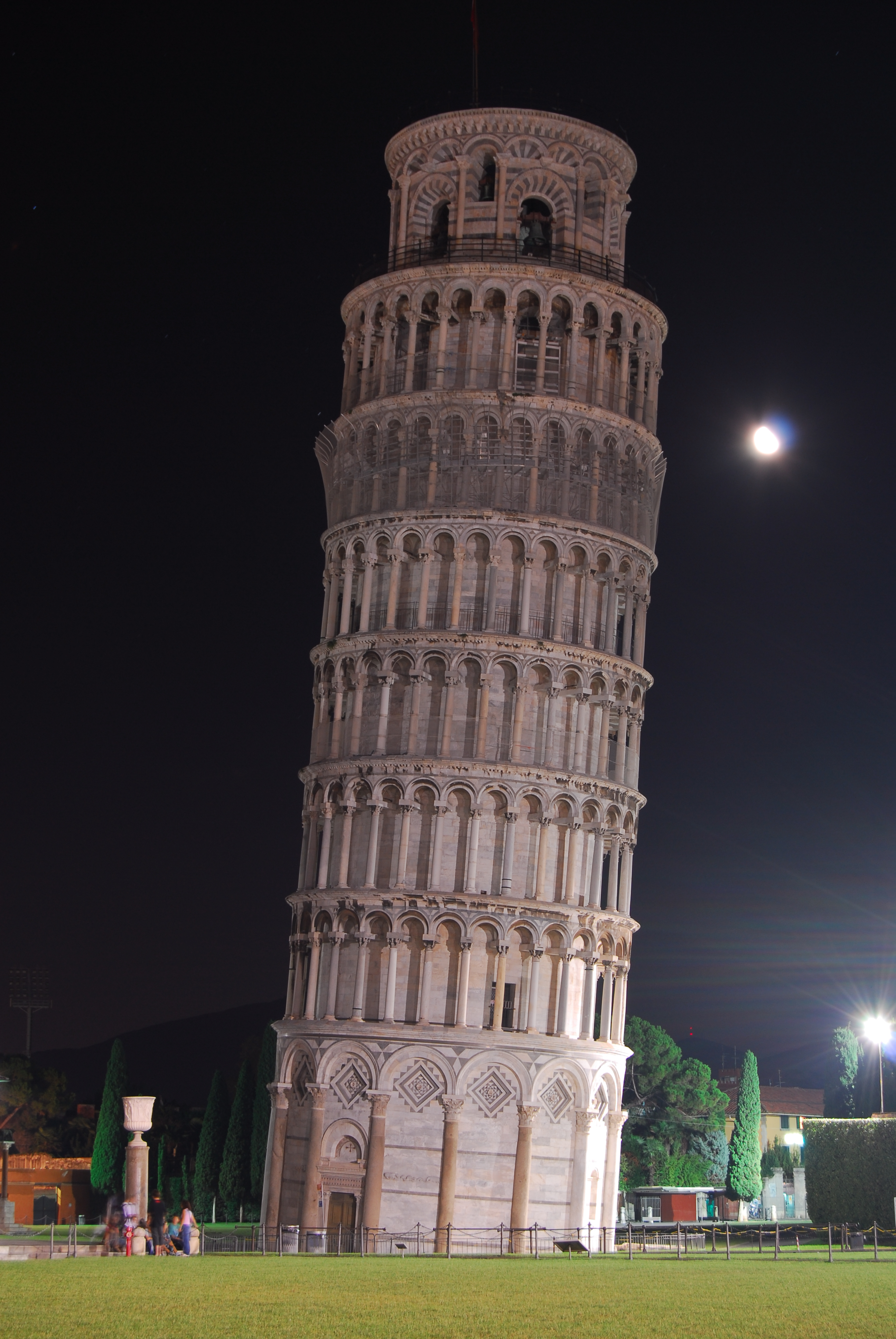
比薩斜塔一個土壤變形的例子。

土壤力学是应用土壤物理學和工程力学方法来研究土的力学性质的一门学科。土壤力学的研究对象是与人类活动密切相关的土和土体，包括人工土体和自然土体，以及与土的力学性能密切相关的地下水。奥地利工程师卡尔·太沙基（1883年10月2日-1963年10月25日）首先采用科学的方法研究土力学，被誉为现代土力学之父。土力学被广泛应用在地基、挡土墙、土工建筑物、堤坝等设计中，是土木工程、岩土工程、工程地质学等工程学科的重要分枝。

## 基本性质

### 三相组成
自然界的土是由岩石经风化、搬运、堆积而形成的。因此，母岩成分、风化性质、搬运过程和堆积的环境是影响土的组成的主要因素，而土的组成又是决定地基土工程性质的基础。土是由固体颗粒、水和气体三部分组成的，通常称为土的三相组成，随着三相物质的质量和体积的比例不同，土的性质也就不同。

#### 固相
土的固相物质包括无机矿物颗粒和有机质，是构成土的骨架最基本的物质，称为土粒。对土粒应从其矿物成分、颗粒的大小和形状来描述。

##### 矿物成分
土中的矿物成分可以分为原生矿物和次生矿物。原生矿物是指岩浆在冷凝过程中形成的矿物，如石英、长石、云母等。次生矿物是由原生矿物经过风化作用后形成的新矿物，如三氧化二铝、三氧化二铁、次生二氧化硅、粘土矿物以及碳酸盐等。次生矿物按其与水的作用可分为易溶的、难溶的和不溶的，次生矿物的水溶性对土的性质有重要的影响。

##### 粒度成分

###### 粒组划分
依據土的主要粒度成分大小，土可分為巨石、漂石、圆砾、砂土、粉土、黏土

###### 粒度成分及其表示方法
1、表格法。2、累计曲线法。3、三角坐标法。

###### 篩析
土透過穿過不同孔隙大小的篩，從量度殘留在不同篩上土的重量分析出土粒度分布。適用於土粒大小介於125mm至20um。

###### 移液管法
小於75um的粉粒和粘粒難以分離，常以移管法和比重計法分析。移液管法是以土粒大小與水中下沉速度成正比。

#### 液相
土的液相是指存在于土孔隙中的水。按照水与土相互作用程度的强弱，可将土中水分为结合水和自由水两大类。
模板

其中，根据电场作用力大小以及离颗粒表面远近，结合水可分为强结合水和弱结合水。

（1）强结合水（吸着水）

其紧靠土壤颗粒表面，厚度＜0.003μm。它所受电场力很大，几乎完全固定排列，因此性质接近固体，不传递静水压力。强结合水的冰点远低于0℃，沸点大于100℃，密度为12-24kN/m3。当粘土只含强结合水时，呈固体坚硬状态；当砂土只含强结合水时，呈散粒状态。

（2）弱结合水（薄膜水）

指强结合水以外、电场作用范围以内的水。 其厚度<0.5μm，密度为10-17kN/m3。弱结合水也受颗粒表面电荷所吸引成定向排 列于颗粒四周，但电场作用力随着与颗粒距离增大而减弱，它是一种黏滞水膜，可以因电场引 力从一个土粒的周围转移到另一个土粒的周围。即弱结合水膜能发生变形，但不因重力作用而流动。弱结合水的存在是黏性土在某一含水量范围内表现出可塑性的根本原因。

自由水可分为：毛细水、重力水、气态水以及固态水四种。

（1）毛细水

土体内部相互之间贯通的孔隙，可以看成是许多形状不一、直径互异、彼此连通的毛细管。由于水和空气分界面处弯液面上产生的表面张力作用，土中自由水从地下水位通过毛细管逐渐上升，形成毛细水。所以毛细水不仅受重力而且还受表面张力的支配。毛细水上升高度和速度取决于土的孔隙大小和形状、颗粒尺寸和水的表面张力等，可用试验方法或经验公式确定。一般说来，粒径大于2mm的颗粒可不考虑毛细现象；极细小的孔隙中，土粒周围有可能被结合水充满，亦无毛细现象。

（2）重力水

在透水土层中，重力水是存在于地下水位以下的地下水，对于土粒和结构物水下部分起浮力作用。在重力作用下能在土的孔隙中流动，对所流经的土体施加动水压力。在土力学计算中，必须考虑到这种浮力及渗流的影响。

（3）气态水

气态水即水汽，对土的性质影响不大。

（4）固态水

当气温降至0℃以下时，液态水结冰为固态水。由于水的密度在4℃时最大，低于0℃ 的冰，体积膨胀，使基础产生冻胀。寒冷地区基础埋置深度要注意冻胀问题。

#### 气相
土的气相是指填充在土的孔隙中的气体，包括与大气连通的和不连通的两类。

## 有效應力
通過土粒接觸點傳遞的粒間應力，稱為土的有效應力，其影響土的剪切強度。有效應力不能直接測量。在飽和土中，有效應力（σ '）等於總應力（σ）減去孔隙水壓（u）：
{\displaystyle \sigma '=\sigma -u}，

## 剪力強度
剪力強度（Shear strength）是土對縱向力抗性，其包含切面中土粒相互間的阻力，吸力和相扣。剪力強度大小受不同的因素影響，徑向有效應力，土粒大小分佈，土粒形狀，土中的液相。
{\displaystyle \tau _{f}=c'+\sigma '_{f}\tan {\phi '}}，
{\displaystyle \tau _{f}}，為剪力強度, {\displaystyle c'}，為有效凝聚力{\displaystyle \sigma '_{f}}，為有效應力{\displaystyle \phi '}，為內摩擦角。阻力系數{\displaystyle \mu }與阻力角度的關係如下{\displaystyle \mu =\tan {\phi '}}

### 實驗室測試
- 直剪試驗
- 三軸剪切試驗

## 壓密理论
壓密（consolidation）指的是在荷载或其他因素作用下，土体孔隙中水分逐渐排出、体积压缩、密度增大的现象。

## 渗透理论
渗流是流体在土孔隙中的流动